# Saverio Manetti

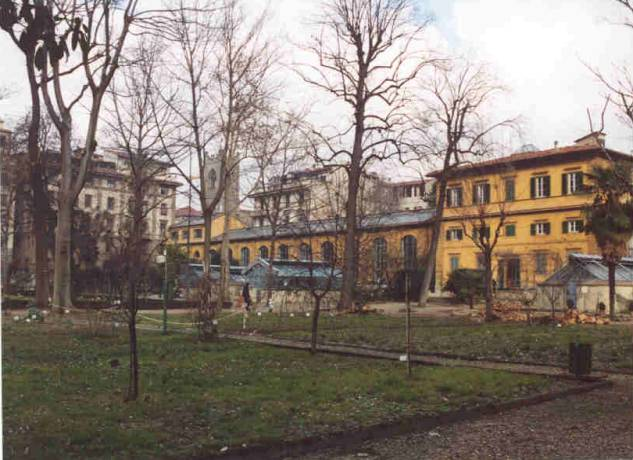
Botanischer Garten Florenz (Giardino dei semplici)

Saverio Manetti, auch Xaverio, Xaviero (* 12. November 1723 in Brozzi, Florenz; † 12. November 1784 ebenda) war ein italienischer Arzt, Ornithologe und Botaniker. Sein offizielles botanisches Autorenkürzel lautet „Manetti“.
Er veröffentlichte auch unter dem Pseudonym Cosimo Villifranchi.

## Leben

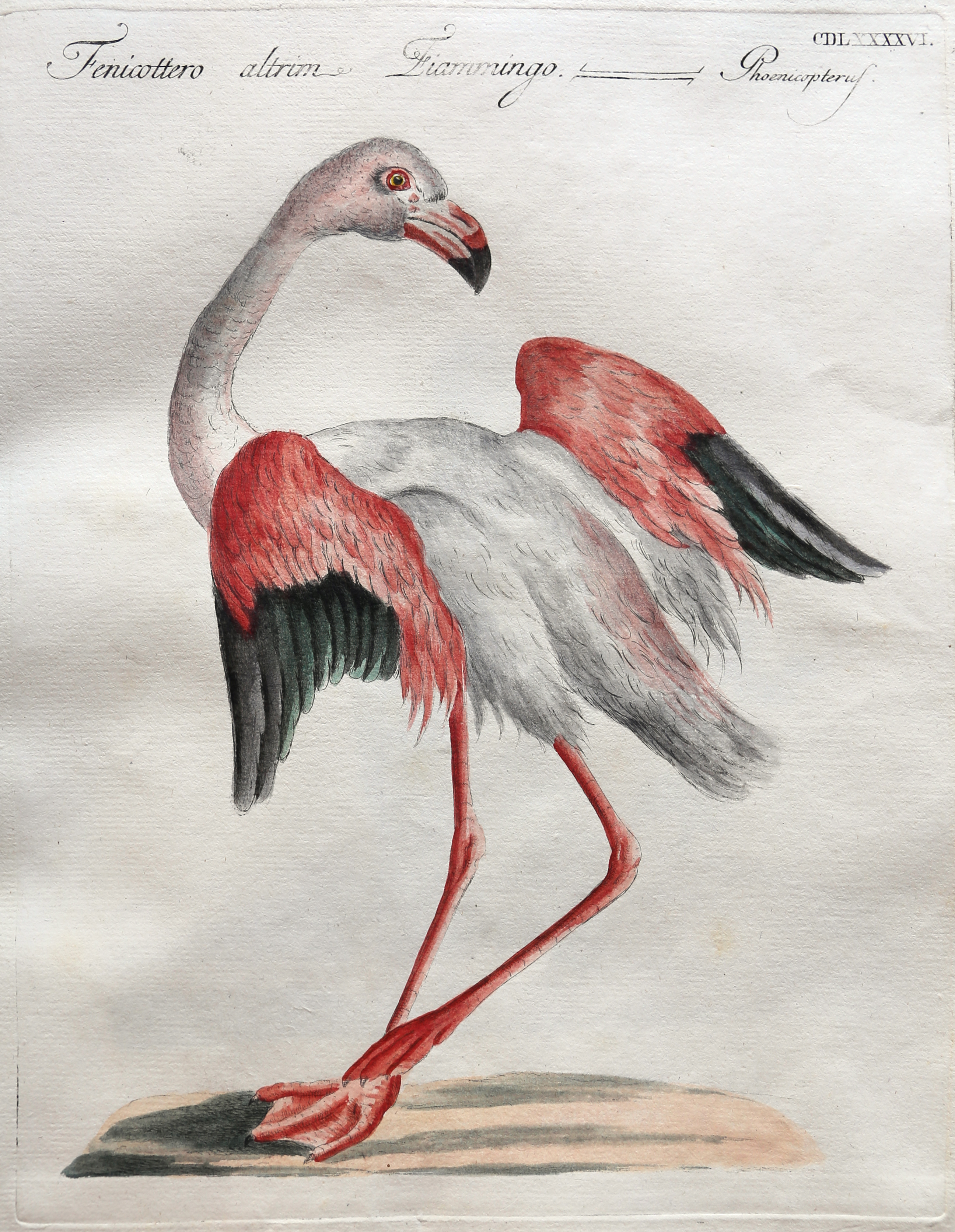
Ornithologia methodice digesta (1767–76)

Manetti studierte bei den Piaristen in Florenz und danach an der Universität Pisa mit der Laurea in Philosophie und Medizin 1745. Danach vervollständigte er seine Ausbildung am Krankenhaus S. Maria Nuova in Florenz, wo er Schüler des Anatomen Antonio Cocchi war (er betreute diesen in seiner letzten Krankheit und nahm eine Autopsie nach seinem Tod vor, die er veröffentlichte). Er war Professor für Botanik bei der Botanischen Gesellschaft in Florenz, Arzt beim Collegio Fiorentino und 1749 bis 1782 Direktor des 1716 von Micheli gegründeten Botanischen Gartens (Giardino dei semplici) in Florenz und veröffentlichte 1751 einen Katalog von dessen Pflanzen. Außerdem war er Sekretär und einer der Gründer (1753) der Accademia dei Georgofili in Florenz. Er stand mit bedeutenden Wissenschaftlern seiner Zeit in Kontakt, unter anderem mit Carl von Linné, Lazzaro Spallanzani und Albrecht von Haller.
Bekannt ist er für seine monumentale Naturgeschichte der Vögel in 5 Bänden mit 600 Stichen nach Aquarellen vom Geistlichen (Abbate) Lorenzo Lorenzi und V. Lampredi Vanni. Die Vorlagen lieferte die Sammlung des Grafen und Senators Giovanni Gerini.
Er erstbeschrieb eine Gattung Kletterpflanzen und Lianen aus Zentralamerika, die nach ihm benannt wurden (Manettia, zu den Krappgewächsen gehörig). Manetti befasste sich intensiv mit Landwirtschaft und schrieb ein Buch über die Weine der Toskana unter dem Pseudonym Villifranchi.
Im Jahr 1749 wurde er zum Mitglied der Leopoldina gewählt. Er war Fellow der Royal Society sowie Mitglied der Akademien in Montpellier, Göttingen (seit 1755), Berlin und des Istituto di Bologna.
1770 bis 1777 gab er das Magazzino toscano und 1777 bis 1782 das Nuovo Magazzino toscano heraus.

## Schriften
- Viridarium Florentinum: sive, Conspectus plantarum quae floruerunt, & semina deterunt hoc anno 1750 in Horto Caesareo Florentino, Florenz 1751
- Storia naturale degli uccelli trattata con metodo e adornata di figure intagliate in rame e miniate al naturale. Ornithologia methodice digesta atque iconibus aeneis ad vivum illuminatis ornate, Florenz, 5 Bände, 1765–1776
- Oenologia toscana, o sia Memoria sopra i vini ed in specie Toscani, Florenz 1773 (unter dem Pseudonym Giovanni Cosimo Villifranchi)
- Delle specie diverse di frumento e di pane siccome della panizzazione e di tutte quelle piante, e parti di esse singolarmente, che in occasione di carestia possono panizzarsi, o per alimento in altra maniera usato possono al pane supplire, Florenz 1765
- Herausgabe von Carl von Linné: Regnum vegetabile iuxta systema naturae in classes, ordines et genera constitutum dello stesso Linneo, Florenz 1756